# Lecanora pachysoma
Lecanora pachysoma är en lavart som beskrevs av B. D. Ryan & Poelt. Lecanora pachysoma ingår i släktet Lecanora och familjen Lecanoraceae.   Inga underarter finns listade i Catalogue of Life.